# ريتشارد ألي
ريتشارد ألي (بالإنجليزية: Richard Alley)‏ هو جيولوجي ومؤلف أمريكي، ولد في 18 أغسطس 1957 في أوهايو في الولايات المتحدة.